# Mišinci (Bośnia i Hercegowina)
Mišinci (cyr. Мишинци) – wieś w Bośni i Hercegowinie, w Republice Serbskiej, w gminie Derventa. W 2013 roku liczyła 197 mieszkańców.